# برومس
برومس (به فرانسوی: Brumath) یک کمون در کشور فرانسه است که در canton of Brumath واقع شده‌است.

## خصوصیات
برومس ۲۹٫۵۴ کیلومترمربع مساحت و ۹٬۷۳۷ نفر جمعیت دارد.

## خواهرخوانده
شهر دینگولفینگ خواهرخواندهٔ برومس هست.